# Xylographus tomicoides
Xylographus tomicoides is een keversoort uit de familie houtzwamkevers (Ciidae). De wetenschappelijke naam van de soort werd in 1902 gepubliceerd door Edmund Reitter.